# Glacier du Brouillard
Le glacier du Brouillard, en italien Ghiacciaio del Brouillard, est un glacier d'Italie situé dans le massif du Mont-Blanc, dans le val Vény.
Le glacier naît sur l'adret du mont Blanc de Courmayeur, à environ 4 000 mètres d'altitude et s'épanche vers le sud en direction du Jardin du Miage, dominé notamment à l'ouest par le mont Brouillard et les aiguilles Rouges du Brouillard et à l'est par la pointe Innomée,. Il est entouré à l'ouest par le glacier du Mont-Blanc et le glacier du Miage et à l'est par le glacier du Châtelet et le glacier de Frêney,.

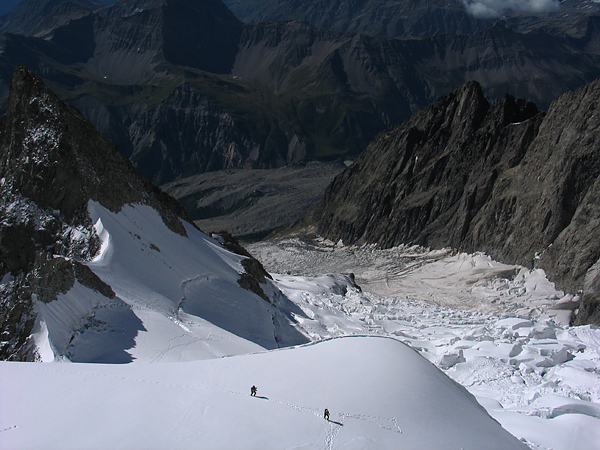
Vue en plongée du glacier du Brouillard avec le Jardin du Miage dans le val Vény.